# کرسی کورولی

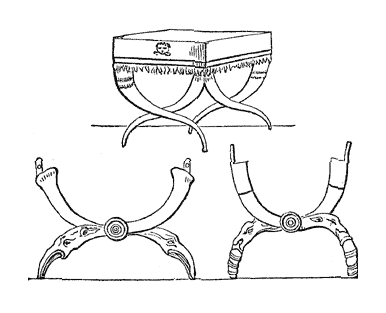
نمونه‌ای از یک کرسی کورولی

کرسی کورولی (به لاتین: Sella Curulis) نوعی صندلی تاشو با پایه‌هایی به‌شکل X و از جنس عاج بود که در دوران پادشاهی روم به‌عنوان کرسیِ شاه و سپس در جمهوری روم به‌عنوان کرسیِ کلانترهای ارشد (مانند کنسول، پرایتور، ادیل کورولی‌ها، پونتیفکس ماکسیموس، دیکتاتور و ارباب سواران) و در امپراتوری روم به‌عنوان کرسی امپراتور، شهردار شهر روم و پروکنسولان به‌کار می‌رفت و نماد اقتدار قضاییِ کلانترهایی بود که از آن استفاده می‌کردند.
به عقیدهٔ تیتوس لیویوس، مؤلف کتاب از پیدایش روم، ریشهٔ استفاده از این کرسی به اتروسکان بازمی‌گردد و پنجمین پادشاه روم، لوکیوس تارکوئینیوس پریسکوس، استفاده از آن را باب کرد، چه خودش اصالتاً اتروسک بود.